# Guerra de Canudos
La guerra de Canudos (o campaña de Canudos) fue un conflicto entre el Ejército brasileño y los integrantes de un movimiento popular de contenido socio-religioso dirigido por Antônio Conselheiro. Transcurrió entre 1896 y 1897, durante los primeros años del Brasil republicano, en la entonces comunidad de Canudos, en el interior del estado de Bahía, en la región nordeste del Brasil.

## Orígenes

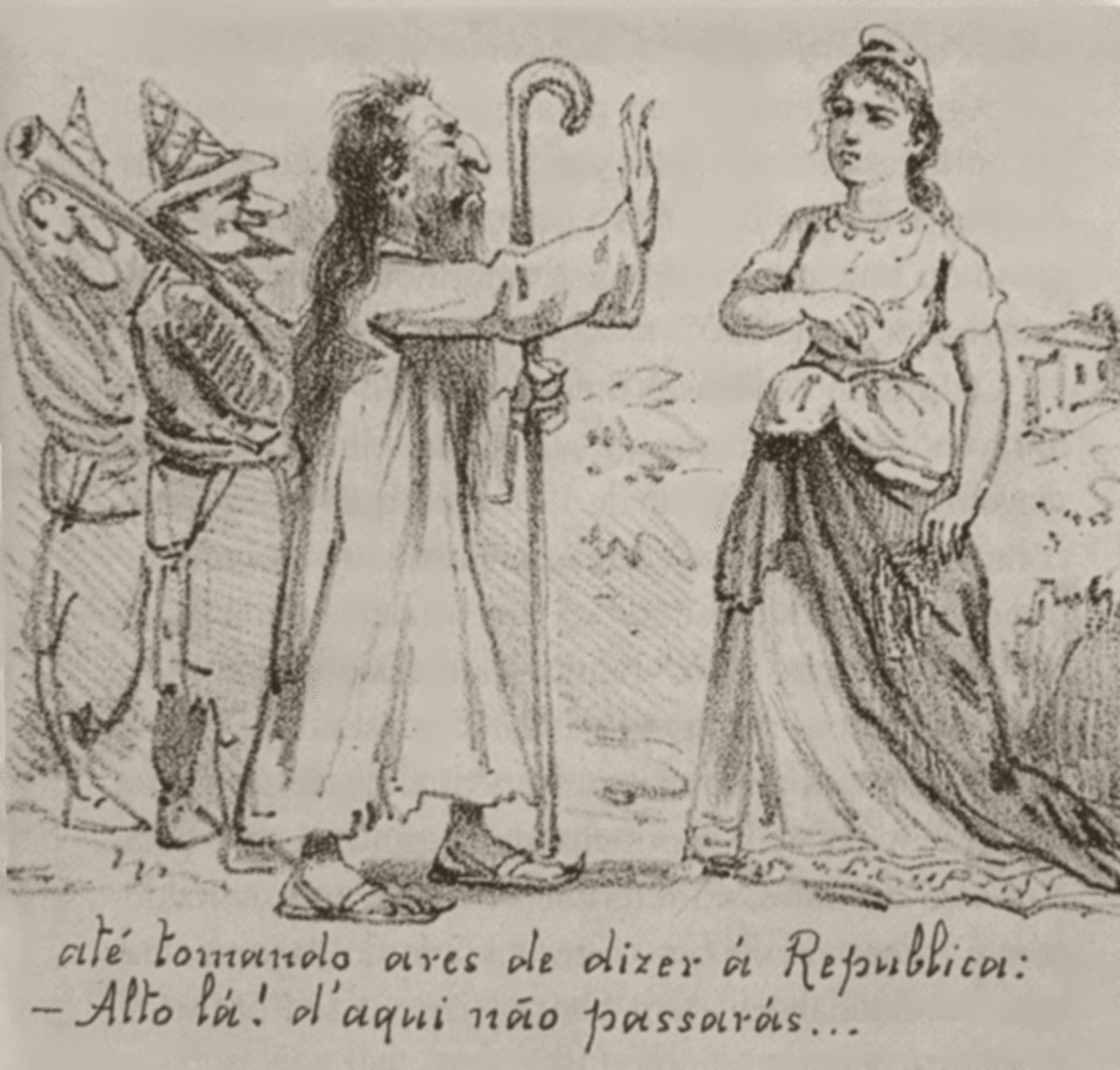
Caricatura de la prensa de la época representando al Conselheiro con un séquito armado, tratando de «parar a la República».

El conflicto tenía su origen en el mismo establecimiento de Canudos, en las tierras áridas del sertón o caatinga, en el noreste del estado, entonces provincia de Bahía. Bahía era una zona muy pobre, con una economía de subsistencia basada en la agricultura y la cría de ganado, sin grandes ciudades, y una población sin derechos compuesta principalmente por antiguos esclavos negros (libertos que abandonaron la esclavitud con la Ley de 1888), empobrecidos y desarraigados, indígenas y mestizos. Este fue el campo de cultivo para la aparición del fanatismo religioso, los movimientos mesiánicos y la insatisfacción con el régimen republicano recientemente instalado (declarado el 15 de noviembre de 1889 después de un golpe de Estado contra el emperador Pedro II).

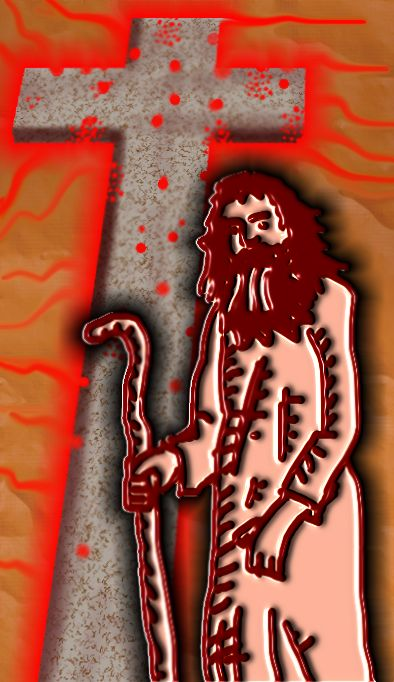
Alegoría a Canudos por André Koehne.

En este escenario apareció, entre muchos otros predicadores místicos espirituales, Antônio Vicente Mendes Maciel, también conocido como Antonio Conselheiro («el Consejero»), quien deambulaba de villa en villa con sus seguidores para practicar ritos de tradición cristiana, mientras demandaba el apoyo de las pequeñas comunidades que visitaba. Antônio Conselheiro afirmó ser un profeta y dijo que el legendario retorno del rey portugués Sebastián estaba cerca. Después de deambular por las provincias de Ceará, Pernambuco, Sergipe y Bahía, decidió, en 1893, establecerse definitivamente con sus miles de seguidores en la granja de Canudos, ubicada cerca de la ciudad de Monte Santo (Bahía), en la ribera del Vassa-Barris. Pronto, sus predicaciones y promesas de un mundo mejor atrajeron a casi 8000 nuevos residentes, que comenzaron a causar problemas en la región. Temiendo la invasión de la ciudad de Juazeiro por los «conselhistas» (como se conocía a los adeptos de Mendes Maciel), con quienes había tenido problemas comerciales, se desató la histeria en el gobierno provincial. Una visita de dos frailes capuchinos a Canudos no fue suficiente para calmar a la población; peor aún, uno de ellos acusó erróneamente a Antônio Conselheiro de tratar de liderar un levantamiento monárquico.

## Desarrollo

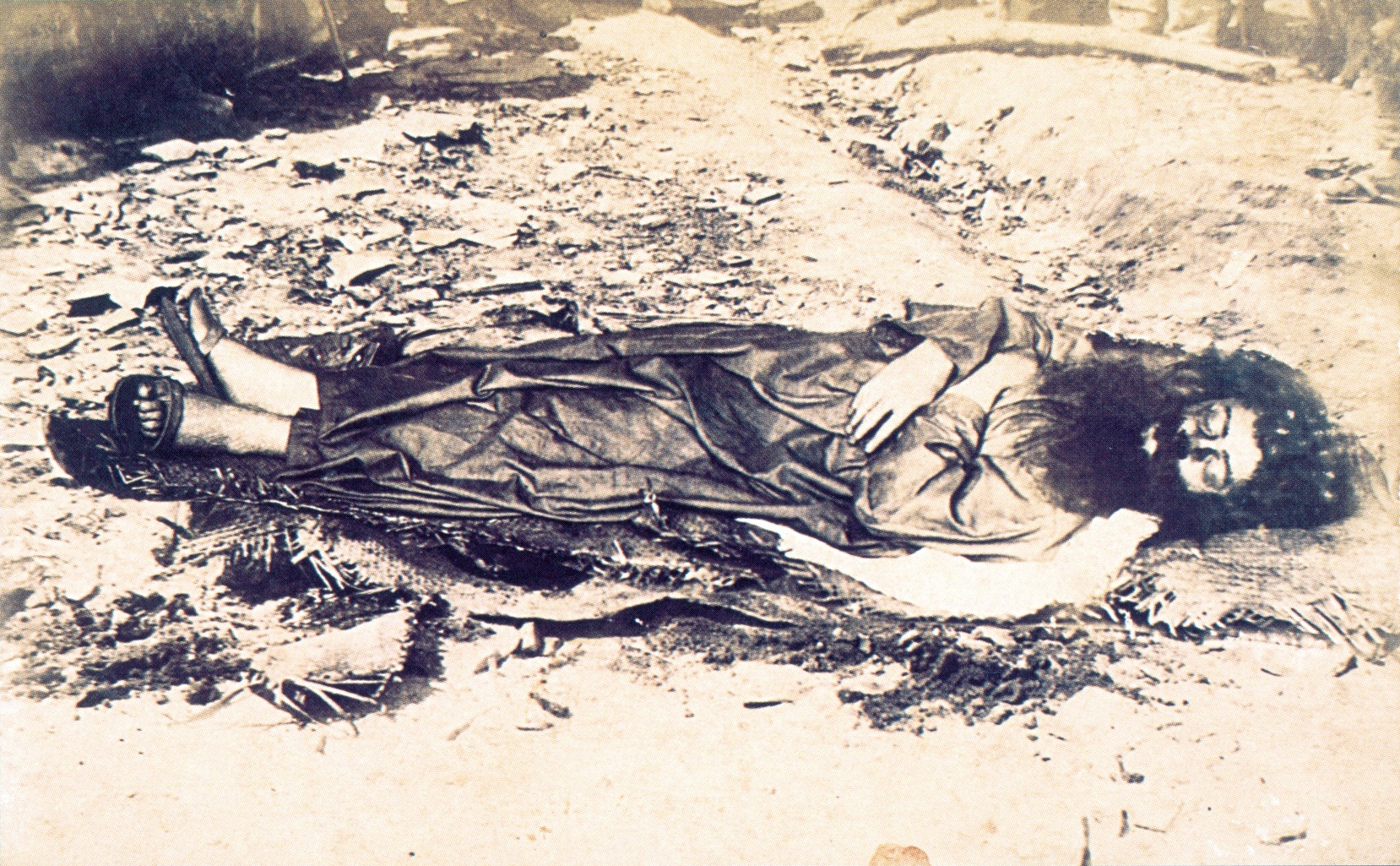
Única foto conocida de "Antônio Conselheiro" tomada tras su muerte en septiembre de 1897.

Para la opinión pública, los gobernantes y el clero, el movimiento adquiría tintes cada vez más opositores a la república, ya que negaba la legitimidad de los matrimonios civiles y del censo (instrumento, pensaba, para el retorno de la esclavitud). Además, el noreste del país había pasado por una de las peores sequías de su historia. De los desiertos seguía llegando gente a Canudos, al tiempo que los cangaçeiros del Conselheiro asaltaban haciendas, villas y pequeñas ciudades para abastecer a la colonia.
El Gobierno del Brasil, recién instalado, necesitaba dinero para materializar sus planes, por lo que emprendió una recolección de impuestos. El Estado comenzó a enviar tropas en pequeñas expediciones para invadir la aldea, pero fueron irremediablemente diezmadas por el bando de los beatos. No obstante, la muerte del coronel Moreira César, quien comandaba a 1500 soldados en la tercera expedición, cambió el curso de los combates. En 1897, en la cuarta incursión de las tropas gubernamentales, los militares incendiaron Canudos, mataron a casi toda la población y degollaron a los prisioneros. Los pocos supervivientes (unos cientos de niños, mujeres y ancianos) fueron trasladados a diferentes lugares del país.
La guerra de Canudos, propiamente dicha, duró un año y, según la historiografía, se movilizaron más de diez mil soldados de 17 estados brasileños, distribuidos en cuatro expediciones militares. Se calcula que murieron más de veinticinco mil personas. Las acciones culminaron con la destrucción total de Canudos.